# Dolors Hostalrich Fa
Dolors Hostalrich Fa (Barcelona, 1891 - 1979) fou una bibliotecària, traductora i editora catalana. Va ser alumna de la primera promoció de l'Escola Superior de Bibliotecàries (1915–1918).

## Biografia
Dolors provenia d'una família d'origen empordanès de classe mitjana benestant, propera als cercles intel·lectuals.
Durant la seva formació va estar molt propera a Eugeni d'Ors, llavors director interí i professor a l'Escola Superior de Bibliotecàries. L'any 1919, l'acompanyà a Portugal, on havia d'impartir algunes conferències.
La seva germana, Teresa, va ingressar també a l'Escola Superior de Bibliotecàries, un any més tard que ella.
Com la resta d'estudiants de les primeres promocions, va col·laborar amb els 'Quaderns d'Estudi i Minerva dirigits per Ors. Parlant de traduccions va col·laborar-hi amb un parell de versions publicades en les col·leccions: Guillem Tell (1916), el darrer drama de Schiller, i la comèdia en un acte Germà i germana (1918) de Goethe. També va signar treballs propis com Assaig d'una bibliografia històrica de psicologia general (febrer, 1917) i Windelband (maig, 1919).
D'altra banda, treballà de voluntària al Laboratori de Psicologia creat pel mateix Ors, juntament amb Carme Muntaner, Josep M. Capdevila, Joan Creixells i Joan Estelrich.
Treballà a la Biblioteca Popular d'Olot, inaugurada el 22 de setembre de 1918. Presidí els Jocs Florals de la ciutat, com corresponia a la dignitat del seu càrrec, i va participar en la segona Reunió de Bibliotecàries, l'any 1919. L'estiu d'aquell mateix any va obtenir la plaça de bibliotecària a l'Escola del Treball, a Barcelona, on va treballar fins a 1928, quan sol·licità l'excedència.
Es va casar aquell mateix any amb Josep Maria de Casacuberta, fundador de l'Editorial Barcino, on va treballar molts anys, esdevenint el principal suport per al seu marit en les tasques editorials.
Juntament amb ell, formà part dels cercles catalanistes i excursionistes, on coincidia amb Joan Coromines i Teresa Rovira, entre d'altres.
No tornà a exercir de bibliotecària, però es va mantenir vinculada a altres companyes de professió amb les que compartia idees i estones d'oci, com ara Teresa Rovira i Comas, Maria Teresa Boada Vilallonga, Maria Antonieta Cot Miralpeix, Carme Bastardes o les germanes Rossell.
Dolors Hostalrich Fa va morir a Barcelona al febrer de 1979.

## Obres
- Assaig d'una bibliografia històrica de psicologia general. Barcelona: Escola Superior de Bibliotecàries, 1917.
- Traducció de Guillem Tell de Friedrich von Schiller. Barcelona: Barcino, 1916 i 1931.